# ملعب نيو فورت لودردال ميامي
ملعب نيو فورت لودردال ميامي أو  لوكهارت ستاديوم (بالإنجليزية: Lockhart Stadium)‏ هو ملعب متعدد الأختصاصات موجود في ميامي ، فلوريدا ويستعمل لفريق إنتر ميامي أف سي كما أنه يتسع ل 17,400 متفرج.